# Bovichtus oculus
Bovichtus oculus is een straalvinnige vissensoort uit de familie van ijsvissen (Bovichtidae). De wetenschappelijke naam van de soort is voor het eerst geldig gepubliceerd in 1989 door Hardy.